# Авро Цемовић
Авро Цемовић (Буче код Берана 1864. — Беране 1914) је био бригадни генерал црногорске војске.
У манастиру Ђурђевим ступовима изабран је за вођу тајне национално—револуционарне организације, која је деловала против Турака у Лимској долини и Санџаку.
У Беранској нахији 1898. је дигао устанак против Ризе-бега Црноглавића и после десетодневних борби ослободио Беране. У почетку Првог балканског рата командовао је једном бригадом устаничке војске у операцијама на Лиму и Санџаку. После ослобођења тих крајева 1913. постављен је за управника Плавско-гусињске области.